# Бессмертные: Война миров
«Бессмертные: Война миров» (фр. лат. Immortel, ad vitam) — фантастический фильм режиссёра Энки Билала, основанный на двух частях его серии графических новелл: «Ярмарка бессмертных» (фр. La foire aux immortels, 1980) и «Женщина-ловушка» (фр. La Femme piège, 1986). Название фильма Immortel (Ad Vitam) дословно можно перевести — Бессмертен (пока жив) (фр. immortel — бессмертный, лат. ad vitam  — на всю жизнь, пожизненно). Фильм содержит элементы жанров киберпанк и биопанк.

## Сюжет
Действие фильма происходит в 2095 году в Нью-Йорке. Мрачный футуристический город будущего населяют генетически модифицированные люди с пересаженными органами. Чудеса нанохирургии людям стали доступны благодаря корпорации «Евгеника», замешанной в незаконных опытах над людьми и пришельцами, к тому же обладающей большой властью в этом мире. В Центральном парке появилась аномалия, так называемая «зона вторжения», проникновение в которую для людей заканчивается смертью. Над городом парит неизвестно откуда взявшаяся пирамида, внутри которой боги Древнего Египта Анубис и Баст решают судьбу Гора. Гору дают семь дней, после которых он умрет за все совершенные им дела.
«Евгеника» получает в свои руки очередную партию подопытных. Среди них оказывается Джилл (Линда Харди) — странная девушка нечеловеческого происхождения, с синими волосами и необычными способностями. Она не помнит своего прошлого, принимает неизвестные таблетки и доверяет только некоему таинственному Джону (Фредерик Пьеро). Джилл попадает в руки врача Элмы Тёрнер (Шарлотта Рэмплинг), которая предлагает ей сотрудничество — Элма обещает обеспечить Джилл документами взамен на помощь в изучении её необычного организма, аномальных органов и общей молодости организма в три месяца. Джилл соглашается. Употребление ею неизвестных лекарств перестраивает ее необычное аномальное тело в человеческое.
В Нью-Йорке происходят непонятные убийства, которые расследует инспектор Фробе. На самом деле загадочный убийца это сам Гор, который в течение последних семи дней своей жизни ищет в Нью-Йорке подходящее для себя тело. В итоге свой выбор он останавливает на известном революционере Никополе (Томас Кречман). Тело Никопола подходит Гору, так как оно не подвергалось генетическим изменениям — последние 30 лет Никопол провёл в крио-тюрьме как зачинщик революции, откуда его освобождает случайная авария в крио-тюрьме. При аварии он теряет ногу, и таким его находит Гор. Частично взяв контроль над действиями Никопола, Гор делает для него протез из куска рельса и отправляет его искать в Нью-Йорке женщину, способную зачать от бога. Ею оказывается именно Джилл.
В это время инспектор Фробе находит его ногу и устанавливает личность беглеца. Существование живого Никопола очень усложняет жизнь местному сенатору, который как раз баллотируется на новый срок: Никопол знает его тайны о финансовых операциях, незаконных экспериментах над пришельцами и прочем, к тому же он живое лицо революции. Чтоб остановить Никопола, сенатор выпускает за ним охотника из расы даяков, которые официально истреблены много лет назад. Джилл встречается с таинственным Джоном, который говорит, что нашел ее три месяца назад в сердце вторжения и забрал с собой. В баре Никопол пересекается с Джилл: ведомый интуицией богов и под влиянием Гора он забирает ее в отель для физического и мета-физического зачатия. На утро Джилл ничего не помнит. Никопол обвиняет Гора в изнасиловании Джилл, на что тот обещает "в следующий раз" сделать все иначе. Джилл ничего не знает о той сфере жизни, в которую она попала среди людей, в том числе о сексуальных контактах, потому посещает человеческий музей для самообразования. Охотник-даяк похищает Джилл, но ее спасает следивший за ней Гор. Он стирает у нее часть воспоминаний и договаривается с Никополом, что они позаботятся о Джилл, и Никопол действительно заботится о ней в меру своих возможностей.
Джилл встречается с Джоном на границе зоны, и тот говорит, что все закончится завтра: зона уйдет в другую часть вселенной. Элма ищет Джилл в том же баре, но знакомится с таинственным Джоном, который не сообщает ничего конкретного. Здесь же и инспектор Фробе, который так же ищет Никопола. Гор рассказывает, что Джилл обладает редким даром зачать от богов, такие девушки крайне редки и их появление в мирах непредсказуемо. В отеле на Джилл и Никопола нападает охотник, но им удается сбежать с помощью Джона. Они пролетают в зону, которая грозит смертью любому живому, но на этот раз им удается пройти. В центре зоны Джон предлагает Джилл пилюлю, предлагающую ей стать земной женщиной и забыть обо всем.
В это время сенатор приближается к пирамиде для диалога. Как раз в момент, когда он ее касается, песочные часы внутри прекращают свой отсчет судьбы Гора и пирамида исчезает вместе с сенатором и материализуется в центре зоны. Гор прощается с Никополом, оставляя ему частицу бога в себе, чтобы он не ощущал вес своей металлической ноги. Джилл теряет воспоминания и спрашивает у Никопола, кто он такой. 
Никопола снова арестовывают. Через год, досидев свой срок, он выходит на свободу. Безопасная теперь зона становится местом для развлечений. Никопол отправляется в Париж, чтобы встретить Джилл и ее ребенка, превращающегося в сокола, как и Гор. Они знакомятся заново. 

## В ролях
| Актёр              | Роль                |
| ------------------ | ------------------- |
| Линда Харди        | Джилл               |
| Томас Кречман      | Никопол             |
| Шарлотта Рэмплинг  | доктор Элма Тёрнер  |
| Томас Поллард      | Гор                 |
| Янн Коллетт        | инспектор Фробе     |
| Жан-Луи Трентиньян | Джек Тёрнер         |
| Коринна Жабер      | Лили Лианг          |
| Фредерик Пьеро     | Джон                |
| Джо Шеридан        | сенатор Кайл Оллгуд |

## Съёмочная группа
- Режиссёр — Энки Билал
- Сценарий — Энки Билал, Серж Леман
- Продюсеры — Шарль Гассо
- Композиторы — Горан Вейвода, Sigur Rós
- Оператор — Паскаль Женсо

## Награды и номинации
- 2004 — номинация на премию Audience Award (Премия Европейской киноакадемии) в категории «Лучшая актриса» (Шарлотта Рэмплинг)
- 2004 — номинация на премию Audience Award (Премия Европейской киноакадемии) в категории «Лучший актёр» (Томас Кречман)
- 2005 — номинация на премию Сезар в категории «Лучшие декорации» (Жан-Пьер Фуйе)

## Интересные факты
- По словам режиссёра Энки Билала, имя Никопол главному герою он дал в честь украинского Никополя[3].
- В фильме Никопол декламирует отрывки из стихотворений Бодлера «Падаль», «Самобичевание», «Разрушение» и «Отрава» из сборника «Цветы зла».
- В одной из сцен фильма герой в баре пьёт водку под названием «Тарковская», возможно это отсылка к режиссёру Андрею Тарковскому.

## Критика
Несмотря на коммерческую неудачу, при бюджет ~22 млн. евро, кассовые сборы составили ~ 540 тыс. долларов США, фильм имеет преимущественно высокие оценки у кинокритиков. Так Станислав Ф. Ростоцкий отнёс фильм к особой категории «удивительной и щедрой на откровения [...], которое по определению требует больших бюджетов, но предназначено для весьма ограниченного контингента». Кинокритик Иван Куликов признал его «одним из лучших фантастических фильмов десятилетия». Роман Корнеев отмечал, что в техническом и повествовательном плане фильм вышел позже, чем ему следовало, приводя в пример, например «Нирвану», но всё равно отметил, что «сюжет, если прорваться сквозь дебри туманных умолчаний — бесспорно хорош, хотя слишком уж на многие, совершенно лишние аллюзии он наталкивает».

## Саундтрек
- Marc A. Huyghens, Venus — Beautiful Day
- Sigur Rós – Hjartað Hamast
- Ralph Rainger, Leo Robin — June in January
- Julie Delpy — My Dear Friend
- J. Hayward — Night in White Satin
- R. Matta, C. Huidobro, G. Vejvoda — Etang Donne
- D. Lavaillant — Atomic Reaction
- D. Lavaillant — Under the Volcano
- Julie London — June in January